# Thế giới của Sophie
Thế giới của Sophie (tiếng Na Uy: Sofies verden), với tựa đề con Một tiểu thuyết về lịch sử triết học (en roman om filosofiens historie), là một tiểu thuyết của nhà văn Jostein Gaarder. Nguyên bản tiếng Na Uy được xuất bản năm 1991. Cuốn sách đã được dịch ra hơn 50 thứ tiếng với hơn 25 triệu bản đã được bán, và được xếp hạng "sách bán chạy nhất thế giới" (the #1 international bestseller) của năm 1995.
Phần lớn nội dung bao gồm các đoạn đối thoại giữa nhân vật chính Sophie và một người đàn ông bí ẩn tên là  Alberto Knox, đan xem với các tình tiết ngày càng bí hiểm và kỳ quặc hơn. Đây vừa là một tiểu thuyết, vừa là một hướng dẫn căn bản về triết học phương Tây.
Tác phẩm đã được chuyển thể vào một bộ phim Na Uy, phim truyền hình (đã được phát tại Úc), kịch hát.
Ngoài ra, còn có một phần mềm trò chơi trí tuệ dựa theo nội dung của tiểu thuyết này: Sophie's World - PC CD-Rom.
"Thế giới của Sophie" đã được xuất bản lần đầu tại Việt Nam năm 1998, do Huỳnh Phan Anh dịch từ bản dịch tiếng Pháp. Bản dịch tiếng Việt này thiếu một số đoạn so với nguyên bản. Nó còn được nhận xét là có nhiều lỗi chính tả và dùng sai một số thuật ngữ triết học quan trọng.
Năm 2006, nhà xuất bản Tri Thức xuất bản một bản dịch mới.

## Giới thiệu nội dung
Cuốn sách này giới thiệu về lịch sử văn hóa và lịch sử triết học phương Tây qua câu chuyện về Sophie và Hilde.
Cuộc sống bình lặng của cô bé Sophie mười lăm tuổi bất ngờ bị xáo trộn bởi những mẩu tin nhắn nặc danh trong thùng thư với những câu hỏi như Bạn là ai? Thế giới từ đâu đến?, và những tấm bưu ảnh bí hiểm gửi từ Liban đề địa chỉ người nhận "Hilde Møller Knag, gửi qua Sophie Amundsen". Nhiều câu hỏi và những điều bí hiểm khác tiếp tục nảy sinh trong thế giới của Sophie, mà để giải đáp những điều bí hiểm đó, ta cần một hiểu biết về triết học phương Tây. Hilde Møller Knag là ai? Tại sao Sophie liên tục nhặt được những đồ vật của Hilde? Tại sao cô nhận được thư của Hilde?  Câu chuyện kết thúc trong khu vườn nhà Hilde tại thành phố nhỏ Lillesand trên bờ biển phía nam Na Uy. Nhưng có khi đó là nơi nó bắt đầu. Alberto Knox, nhà triết học bí ẩn, đưa Sophie đến với tư tưởng của các triết gia lớn của châu Âu. Nhờ đó, dần dần Sophie đã trang bị được kiến thức cần thiết để giải đáp được các bí ẩn xung quanh cô.

## Các triết gia và các thời kỳ triết học
Danh sách các nhà triết học và các thời kỳ triết học được đề cập trong nội dung tiểu thuyết, xếp theo trình tự thời gian.
- Thần thoại
- Các triết gia tự nhiên
- Democritus
- Socrates
- Plato
- Aristoteles
- Thời kỳ Hy Lạp hóa (Hellenism)
- Thời Trung Cổ
- Thời Phục Hưng
- Thời kỳ Barốc
- Descartes
- Spinoza
- Locke
- Hume
- George Berkeley
- Thời kỳ Khai sáng
- Immanuel Kant
- Chủ nghĩa Lãng mạn
- Hegel
- Kierkegaard
- Karl Marx
- Charles Darwin
- Freud
- Simone de Beauvoir

## Các đánh giá
- "Theo quan điểm của tôi, các độc giả học thức nên thử đọc 'Lịch sử Triết học phương Tây' của Bertrand Russell thì hơn, cuốn sách đó không ma thuật bằng nhưng lại chứa đựng nhiều hóm hỉnh, trí tuệ và hoài nghi hơn" (In my view, literate readers would do better to try Bertrand Russell's "History of Western Philosophy," which is shorter on magic but longer on wit, intelligence and curmudgeonly skepticism) (bài của John Vernon đăng trên The New York Times)
- "Một cuốn sách phong phú tuyệt vời. Thành công của nó được tóm tắt bằng một điều khá là đơn giản - tài năng của Gaarder trong việc truyền đạt các ý tưởng." (A marvellously rich book. Its success boils down to something quite simple – Gaarder’s gift for communicating ideas.) (The Guardian)
- "Thách thức, nhiều thông tin và chứa đầy các cách tư duy dễ nắm bắt và dễ thực hiện về các khái niệm khó" (Challenging, informative and packed with easily grasped, and imitable, ways of thinking about difficult ideas) (Independent on Sunday)
- "Một câu chuyện giàu tưởng tượng và cực kỳ thú vị bọc ngoài cái lõi triết học khó nhằn và bắt người ta phải suy nghĩ." (A terrifically entertaining and imaginative story wrapped around its tough, thought-provoking philosophical heart) (Daily Mail)
- "Quyến rũ và độc đáo...như nó đã dám tự khen mình, 'Thế giới của Sophie' quả là một cuốn sách kỳ lạ và tuyệt vời" (Seductive and original... Sophie’s World is, as it dares to congratulate itself, "a strange and wonderful book) (Times Literary Supplement)
- "Một 'Alice ở xứ sở kỳ diệu' cho thập kỷ 90...lời giải triết học cho Lược sử thời gian của Stephen Hawking... đây đơn giản là một cuốn sách tuyệt vời, hấp dẫn không cưỡng lại được." (An Alice in Wonderland for the 90s...philosophy’s answer to Stephen Hawking’s A Brief History of Time...this is simply a wonderful, irresistible book) (Daily Telegraph)
- "Xuất sắc... Jostein Gaarder đã cô đặc các tư tưởng của ba nghìn năm vào trong 400 trang sách; đơn giản hóa những lý luận cực kỳ phức tạp mà không tầm thường hóa chúng... một thành tựu phi thường" (Remarkable...what Jostein Gaarder has managed to do is condense 3000 years of thought into 400 pages; to simplify some extremely complicated arguments without trivialising them...an extraordinary achievement) (Sunday Times)
- "Một tiểu thuyết thần bí kỳ quặc và khéo léo mà tình cờ cũng là một cuốn lịch sử triết học...Điều đáng ngưỡng mộ trong tiểu thuyết là sự khiêm nhường của các bài giảng triết học." (A whimsical and ingenious mystery novel that also happens to be a history of philosophy... What is admirable in the novel is the utter unpretentiousness of the philosophical lessons) (Washington Post)